# ツメオワラビー属
ツメオワラビー属（ツメオワラビーぞく、Onychogalea）は、哺乳綱双前歯目カンガルー科に分類される属。

## 形態
尾の先端に爪状の角質突起がある。門歯は細く、前方に向かう。

## 分類
以下の分類・英名は、Groves(2005）に従う。和名は川田ら(2018)に従う。
- Onychogalea fraenata タヅナツメオワラビー Bridled nail-tail wallaby
- †Onychogalea lunata ミカヅキツメオワラビー Crescent nail-tail wallaby
- Onychogalea unguifera スナイロツメオワラビー Northern nail-tail wallaby

## 人間との関係
ミカヅキツメオワラビーは以前はオーストラリア広域に分布していたが、1940年代以降は標本の採集例や確実な目撃例がなく、人為的に移入されたアカギツネやネコによる捕食などが原因で絶滅したと考えられている。タヅナツメオワラビーは19世紀まではオーストラリア東部に広く分布していたが、食用や毛皮用の狩猟、害獣としての駆除、人為的に移入されたアナウサギとの競合、およびアカギツネによる捕食などにより移入個体群を残し大陸部では絶滅したと考えられていた。1973年に再発見され、政府による生息地の買い上げ、国立公園への放獣などの保護対策が進められている。

## 画像

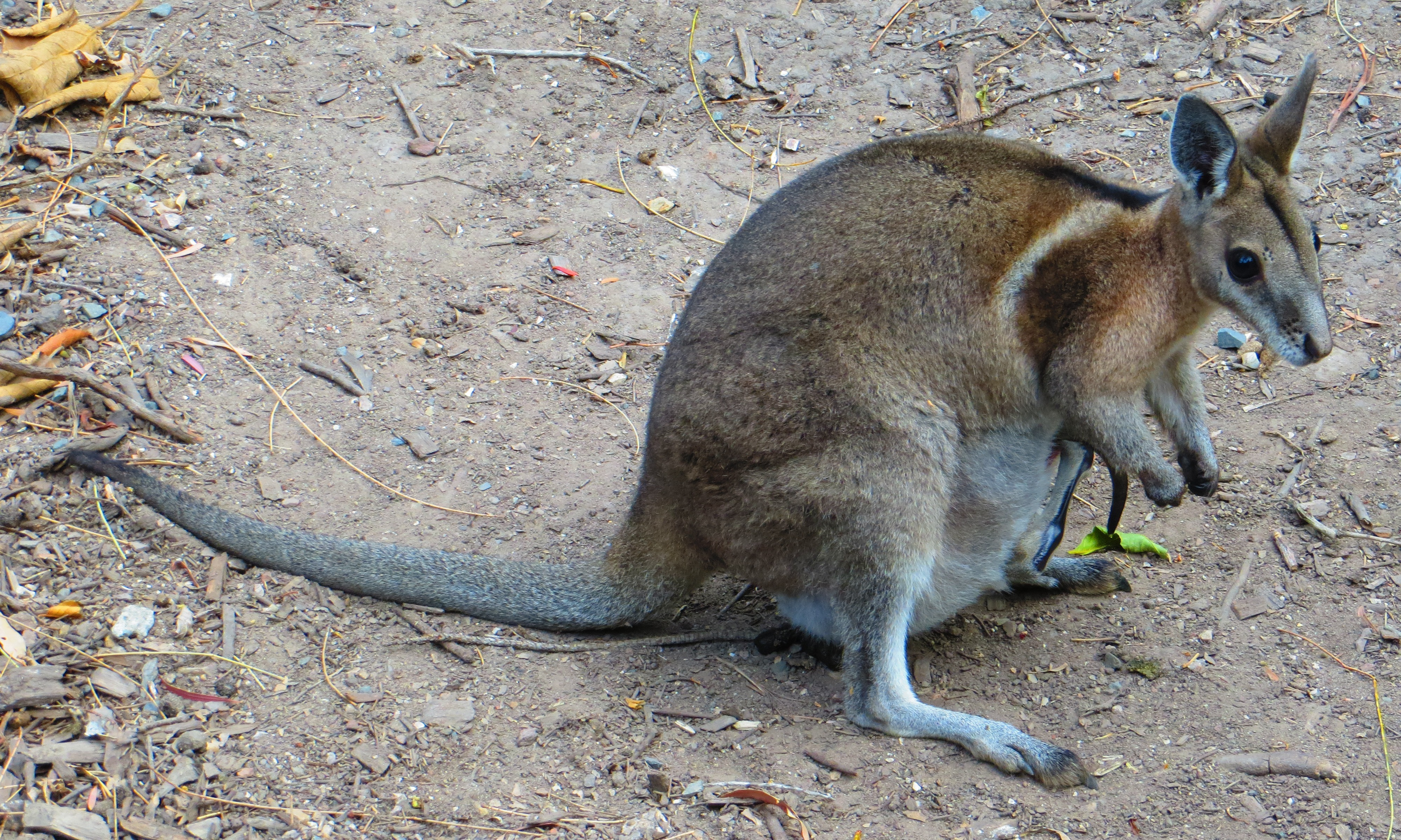
タヅナツメオワラビー L. conspicillatus